# 鄭皐
鄭臯（1544年—？），字懋堅，四川重慶府忠州人，民籍，明朝政治人物。

## 生平
萬曆元年（1573年）癸酉科四川鄉試第十二名舉人，二年（1574年）中式甲戌科會試第一百三名，三甲第二十五名進士。

## 家族
曾祖鄭時彥；祖父鄭銳；父鄭希僑，母黃氏。慈侍下。弟鄭畢。